# アナテル
アナテル（Anat-her）は、ヒクソス朝第16王朝のファラオであり、エジプト第2中間期と呼ばれる紀元前1600年頃に統治を行った。
第15王朝時代はエジプトの歴史で最も謎に包まれた時代の1つで、おそらく正式な支配者はいなかったであろうと考えられている。アナテルの名前はカルトゥーシュを用いて表されていないが、ファラオとして統治を行っていたと考えられている。
アナテルという名前は、彼がセム人の出自であることを示し、「アナトは満足している」という意味である。また時に「砂漠の支配者」という意味の heka kha-swt という称号を冠して呼ばれる。